# Seleção Panamenha de Voleibol Feminino
A seleção panamenha de voleibol feminino é uma equipe caribenha composta pelos melhores jogadores de voleibol do Panamá. A equipe é mantida pela Federação Panamenha de Voleibol. Encontra-se na 90ª posição do ranking mundial da Federação Internacional de Voleibol segundo dados de 6 de setembro de 2021.
Nunca participou de uma edição de Jogos Olímpicos ou Campeonato Mundial. No âmbito continental, estreou no Campeonato da NORCECA em 1969, sendo seu melhor resultado sétimo lugar (1969).